# Alfonsas Lidžius
Alfonsas Lidžius (* 27. März 1942 in Gražjūris, Rajongemeinde Šilalė) ist ein litauischer Politiker.

## Leben
1971 absolvierte er das Diplomstudium am Šiaulių pedagoginis institutas und von 1992 bis 2003 war er Direktor der Hauptschule Gataučiai, von 1999 bis 2003 Kulturzentrumsdirektor. Von 2003 bis 2005 war er  stellvertretender Bürgermeister und von 2005 bis 2007 Bürgermeister der Rajongemeinde Joniškis.
Ab 1990 war er Mitglied von Lietuvos demokratinė darbo partija und ab 2001 der Lietuvos socialdemokratų partija.
Er ist verheiratet. Mit Frau Felicija hat er die Kinder Egidijus, Arnoldas, Asta und Vaidotas.